# Bogavante Thermidor

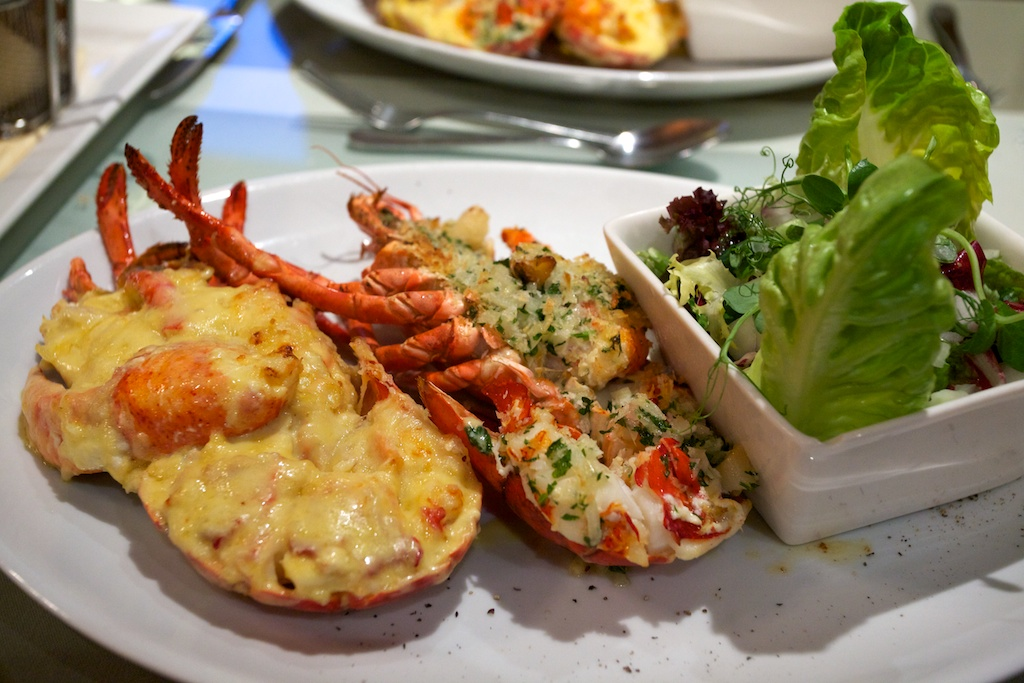
Bogavante Thermidor

El bogavante Thermidor (a veces, en español, escrito «Termidor») es una preparación de bogavante que es típica de la cocina francesa y que fue creada en los años 1880 por el maestro cocinero y autor culinario Auguste Escoffier. Según Escoffier, el marisco se parte en dos mitades en sentido longitudinal y se asa suavemente a la parrilla. Luego se trocea, se coloca en los medio caparazones y se napa con una fina capa de salsa Thermidor, hecha con salsa bechamel, nata fresca y mostaza inglesa. La especie originalmente utilizada en esta receta es el bogavante europeo, Homarus gammarus, pero hoy en día también se utilizan bogavantes de la especie americana, Homarus americanus, sobre todo debido a la proliferación de los criaderos de esta última.
Debido a confusiones entre especies se comete a veces el error de llamar  langosta Thermidor a este bogavante así cocinado, pero, naturalmente, el término «langosta Thermidor» es correcto si se lo usa para designar las variantes de este plato en las que se haya usado langosta en vez de bogavante.
Según la autora Mademoiselle Rose, el bogavante se hierve en salmuera y tras esta operación se napa con salsa Thermidor (fundamentada en la salsa bechamel con mostaza y brandy). El nombre proviene del uso de esta salsa en el emplatado final al ser servido.

## Historia
El bogavante Thermidor fue creado en 1884, en los dos meses que Escoffier pasó en el restaurante «Chez Maire», ubicado en el cruce del boulevard Saint-Denis con el de Strabourg, a proximidad del teatro de la Porte Saint-Martin. En ese teatro, se reestrenó en 1896 la obra Thermidor, del escritor Victorien Sardou, después de años de prohibición tras su estreno en la Comédie-Française en 1891 que creó tal escándalo que la disputa se trasladó al Parlamento francés. El nombre del plato fue un homenaje a la obra y a la célebre polémica que derivó de ella. El título se refiere al mes homónimo del calendario republicano francés en el que cayó el Terror y se inició la reacción de Termidor.